# Power Sisters
Power Sisters ist eine französische Zeichentrickserie, die auf den Comic Hey, Schwester von Christophe Cazenove und William Maury basiert. Die Erstausstrahlung in Deutschland erfolgte am 16. Februar 2021 auf KiKA.

## Handlung
In der Serie geht es um die 16 Jahre alte Wendy, die mit ihrem Freund Max abhängen will. Dies ist aber nicht möglich, denn ihre kleine Schwester Marine spioniert denen hinterher und stört sie dabei. Oft endet dies mit einem Chaos, z. B. Hausverbot, kaputten Fenstern usw. Auch wenn die beiden sich heftig in die Wolle kriegen, lieben sie sich trotzdem vom ganzen Herzen?

## Hauptfiguren
- Wendy: Sie ist mit 16 Jahren die älteste der beiden Schwestern. Sie ist mit Max zusammen und kann ohne ihr Handy nicht leben. Sie ist außerdem schlecht in der Schule, da sie zum Beispiel mal in Mathe eine 5 und eine 6 geschrieben hat, der Grund dafür ist, dass sie ihren Eltern sagt, sie würde zu Sammy lernen gehen, obwohl sie sich mit Max trifft. Sie besitzt auch ein geheimes Tagebuch, wo all ihre Geheimnisse stehen und was sie macht. Sie trägt ein rotes Kleid mit einem weißen Gürtel, eine weiße Jeans und blaue Ohrringe, die man nur selten sieht. Auch wenn sie nett ist, kann sie sehr wütend werden, wenn Marine sie ärgert, dann schreit sie laut „Maaaaaaaaaaaaaaaaarinnnnnnnnnnnnnnnnnnnnnnneeeeeeeeeeee!“. Sie ist auch traurig, wenn Max mit ihr Schluss macht.

- Marine: Marine ist ungefähr 9 bis 10 Jahre alt und die jüngste der beiden Schwestern. Sie liebt es, ihre Schwester Wendy zu ärgern, zum Beispiel liest sie ihr Tagebuch. Und sie besitzt mehr als 100 Kuscheltiere, die sie Kuschels nennt. Puduk ist ihr Lieblingskuschel von allen. Sie erpresst ihre Schwester auch, wenn sie ein Geheimnis hat. Ihre besten Freundinnen sind Natalie und Lulu. Sie spioniert mit ihnen Wendy und Max aus, wenn sie sich treffen. Sie ist auch schlecht in der Schule. Zum Beispiel hasst sie Diktate und will ständig Wendys Sachen haben. Sie spricht auch manche Wörter falsch aus. Zum Beispiel sagt sie anstatt disqualifiziert, disquadirfiiziert oder Revolution, Rebulotion.

- Mama: Die Mutter von Marine und Wendy ist Krankenschwester und arbeitet im Krankenhaus. Ihr richtiger Name ist Sandra, dies wurde zum ersten Mal in der Folge „So ein Hundeleben ohne Hund!“ erwähnt. Sie ist von den beiden Elternteilen eher die jenige, die den Mädchen Strafen geben, wenn sie Mist gebaut haben. Ihr Name ist in der Originalsprache Sandrine. Zudem liebt sie wie Papa Rockmusik und freut sich, wenn sie und Papa den Mädchen für einen ganzen Tag entkommen. Oft erzählt sie den Mädchen, dass sie und Papa arbeiten gehen, wenn sie das Haus am Wochenende verlassen, doch in Wirklichkeit gehen sie zum Bowling, zur Sauna, zur Pizzeria und dann ins Kino.
- Papa: Der Vater der Mädchen ist Comiczeichner und daher in ganz Bad Bäder bekannt. Oft werden aber seine Zeichnungen wegen der Mädchen zerstört. Er steht auf die Rockband „Uculele Mutilation“, was er nicht selten zeigt. Sein echter Name ist außerdem William, das erste Mal wurde das in der Folge „Unschuldslämmer“ erwähnt. Obwohl Papa weniger streng ist, als Mama, bestraft er die Mädchen für Katastrophen auch. Zudem hat er bereits einige Preise gewonnen.

- Maxence „Max“: Max ist der beste Freund von Wendy und ist mit ihr zusammen. Er ist seit dem Kindergarten mit ihr befreundet, und, seit sie Teenager sind, zusammen. Er wird auch wie Wendy von Marine spioniert, wenn sie sich treffen und wird von Marine „Verliebter“ genannt. Max hat einen Goldfisch namens Ronaldo. Meistens haben er und Wendy wegen Marine keine Minute lang ruhe und sagt in manchen Folgen: „Warum muss meine Freundin ausgerechnet eine kleine Schwester haben?!“

## Nebenfiguren
- Sammy: Sie ist Wendys beste Freundin und ist auch einer der wenigen Figuren, die Augenfarbe haben. Sie ist in Joy D. verliebt und liebt es mit Wendy und Max abzuhängen.
- Joy D.: Joy D ist ein Rocker. In Folge 2 kommt er zu Marines Haus, weil dieser eine Spielshow gewonnen hat, und verbringt den Tag mit diesem. Unter seinem hübschen Rocker-Aussehen verbirgt sich ein böser und rücksichtsloser Junge. Am Ende der Folge entlarven ihn Marine, Natalie und Lulu für sein Verhalten. Er tauchte in der zweiten Staffel öfters auf und war in der zweiten Folge „Der gehört mir!“ kurz mit Wendy zusammen.
- Natalie und Lulu: Sie sind Marines beste Freundinnen. Sie sind auch in Joy D. verliebt und spionieren mit Marine Wendy und Max aus.
- Frau Plückhahn: Frau Plückhahn ist eine alleinlebende alte Nachbarin der Mädels. Sie hat einen großen Garten und einen Gartenzwerg, der Flop genannt wird. Sie lebt alleine, weil ihr Mann vor Jahren gestorben ist und sie passt manchmal auf die Mädchen auf. Sie hasst in Wirklichkeit diese Familie, sagt aber kein Wort dazu. Sie hat außerdem mal das Fenster der Nachbarn mit einem Bumerang kaputt gemacht.
- DJ: Er ist Natalies großer Bruder. Man sieht ihn oft beim Skateboarden oder Graffiti machen und besitzt einen Hund und ist mit Max befreundet.
- Rachel: Sie ist der Bösewicht der Serie. Sie hasst Wendy. Erkennbar wird sie, da sie rote Haare hat und eine Zahnspange trägt. Ihr Vater ist außerdem Zahnarzt.
- Emma und Jemma: Sie sind auch die Freunde von Wendy.
- Titus: Titus ist der Junge aus der Klasse von Marine, der in sie verliebt ist.

## Synchronisation
Die deutsche Synchronfassung entstand bei postperfect GmbH unter der Regie von Matthias Klimsa und nach einem Dialogbuch von Matthias Klimsa und Daniel Petersen.
| Rolle  | Originalstimme | Deutsche Sprecher |
| ------ | -------------- | ----------------- |
| Wendy  | Anaïs Delva    | Linda Fölster     |
| Marine | Kelly Marot    | Liza Ohm          |
| Mama   | -              | Jennifer Böttcher |
| Papa   | -              | Achim Buch        |
| Max    | Thomas Sagols  | Robert Knorr      |

## Produktion und Ausstrahlung
2017 wurde die erste Staffel von Samka Productions und Bamboo Productions produziert. Staffel 2 wurde 2019 produziert. Eine Staffel 3 erschien im Herbst 2024 in Frankreich.
Die Serie basiert auf den Comic Hey, Schwester von William und Cazenove, der bereits schon über 4 Millionen Mal weltweit verkauft wurde. Die Erstausstrahlung erfolgte am 28. August 2017 auf M6 in der Sendung M6 Kid5 ausgestrahlt bis zum 19. Dezember 2021. Seit 2018 läuft es auch auf Télétoon+, seit 2021 auf Gulli und seit Mai 2024 auf Disney Channel. Im französischsprachigen Raum, in Belgien, wird es auf La Trois, also auf rtbf und OUFtivi ausgestrahlt, sowie auf Ketnet in den Niederlanden.
Disney Channel Italien sendete ab dem 11. September 2017 auch bis zur Einstellung des Senders auf Italienisch. In Russland wird es auf Gulli Girl ausgestrahlt. In Deutschland seit dem 16. Februar 2021 auf KiKA. Die Ausstrahlung der ersten Staffel wurde am 23. März abgeschlossen. Die zweite folgte am 11. November 2022 und endete am 16. Dezember desselben Jahres. Die Ausstrahlung der dritten Staffel ist noch nicht bekannt. Junior Deutschland sendete diese Serie auch bis zum 16. Dezember 2022. In Indien wird es auf ETV Balbharat ausgestrahlt. In Asien wurde die Serie auf Iflix9 ausgestrahlt.